# Fedimus
Fedimus (Phedimus Raf.) – rodzaj roślin należący do rodziny gruboszowatych. Obejmuje 16 gatunków występujących w krajach basenu Morza Śródziemnego oraz w strefie umiarkowanej Azji. Należące do niego gatunki w niektórych ujęciach taksonomicznych zaliczane były do rodzaju Sedum (rozchodnik), stąd też znane są pod polską nazwą rozchodnika, coraz częściej jednak wprowadza się ich nową nazwę – fedimus. 

## Systematyka
Pozycja systematyczna według Angiosperm Phylogeny Website (aktualizowany system APG IV z 2016)
Rodzaj Phedimus należy do rodziny gruboszowatych Crassulaceae, do rzędu skalnicowców (Saxifragales) i wraz z nim do okrytonasiennych. W obrębie gruboszowatych należy do podrodziny Sedoideae, plemienia Sedeae, podplemienia Sedinae.
Pozycja rodzaju według systemu Reveala (1993–1999)
Według Crescent Bloom Phedimus jest uważany za synonim rodzaju Sedum (rozchodnik).
Wykaz gatunków
- Phedimus aizoon (L.) 't Hart
- Phedimus ellacombeanus (Praeger) 't Hart
- Phedimus hybridus (L.) 't Hart
- Phedimus kamtschaticus (Fisch.) 't Hart – rozchodnik kamczacki
- Phedimus litoralis (Kom.) 't Hart
- Phedimus middendorffianus (Maxim.) 't Hart – fedimus Middenndorfa
- Phedimus obtusifolius (C.A.Mey.) 't Hart
- Phedimus odontophyllus (Fröd.) 't Hart
- Phedimus × pilosus (S.B.Gontch. & Koldaeva) J.M.H.Shaw
- Phedimus selskanianus (Regel & Maack) 't Hart
- Phedimus sikokianus (Maxim.) 't Hart
- Phedimus spurius (M.Bieb.) 't Hart – rozchodnik kaukaski
- Phedimus stellatus (L.) Raf.
- Phedimus stevenianus (Rouy & E.G.Camus) 't Hart
- Phedimus stolonifer (S.G.Gmel.) 't Hart
- Phedimus subcapitatum (Hayata) S.S.Ying
- Phedimus yangshanicus Z.Chao